# Juncus laccatus
Juncus laccatus là một loài thực vật có hoa trong họ Juncaceae. Loài này được P.F.Zika mô tả khoa học đầu tiên năm 2002.